# Gerichtsorganisation der Hanseatischen Departements
Dieser Artikel beschreibt die Gerichtsorganisation der Hanseatischen Departements 1811 bis 1814.

## Geschichte
Nach der Annexion nordwestdeutscher Gebiete am 1. Januar 1811 als Teil des napoleonischen Ersten Französischen Kaiserreichs wurde dort das französische Rechtssystem und damit auch die französische Gerichtsorganisation und die Trennung der Rechtsprechung von der Verwaltung eingeführt.
Auf der Ebene der Kantone wurden Friedensgerichte eingeführt, auf Ebene der Arrondissements Tribunale erster Instanz. Auf dieser Ebene bestanden auch Handelsgerichte (Kommerztribunale). In den Hauptstädten der Départements waren als Appellationsgerichte Kaiserliche Gerichte eingerichtet (Cour Impériale). Darüber stand ein Kassationshof und ein hoher Kaiserlicher Justizhof (haute Cour Impériale).
Für die Strafrechtspflege wurden in den Hauptstädten der vier Departements Assisenhöfe eingerichtet. Daneben bestand der Spezialgerichtshof Hamburg unter dem Präsidenten Hercule Comte de Serre.
Daneben bestanden Prevotal-Gerichtshöfe, dies waren 1810 gebildete Militärische Sonderstrafgerichte gegen Schmuggel gegen die Kontinentalsperre und Douanen-Tribunale zur Aburteilung von Zollvergehen.
Die französische Herrschaft und mit ihr diese Gerichtsorganisation fand mit der militärischen Niederlage des französischen Kaisers und Feldherrn gegen Russland und Preußen (1813) ein baldiges Ende. Nach dem Abzug der Franzosen wurde die bisherige Gerichtsorganisation wieder hergestellt.

## Liste der Gerichte
Hinweis: Da die Amtssprache französisch war, waren die offiziellen Bezeichnungen der Gerichte ebenfalls in Französisch. In der Literatur werden jedoch weitaus überwiegend die deutschen Bezeichnungen verwendet. Die Liste folgt dem und schreibt daher beispielsweise Friedensgericht Lauenburg statt Justice de paix de Lauenbourg.
An Ober- und Mittelgerichten bestanden:
| Tribunal erster Instanz             | Sitz        | Arrondissement             | Département                       |
| ----------------------------------- | ----------- | -------------------------- | --------------------------------- |
| Tribunal erster Instanz Hamburg     | Hamburg     | Arrondissement Hamburg     | Département des Bouches de l’Elbe |
| Tribunal erster Instanz Lübeck      | Lübeck      | Arrondissement Lübeck      | Département des Bouches de l’Elbe |
| Tribunal erster Instanz Lüneburg    | Lüneburg    | Arrondissement Lüneburg    | Département des Bouches de l’Elbe |
| Tribunal erster Instanz Stade       | Stade       | Arrondissement Stade       | Département des Bouches de l’Elbe |
| Tribunal erster Instanz Bremen      | Bremen      | Arrondissement Bremen      | Departement der Wesermündungen    |
| Tribunal erster Instanz Oldenburg   | Oldenburg   | Arrondissement Oldenburg   | Departement der Wesermündungen    |
| Tribunal erster Instanz Nienburg    | Nienburg    | Arrondissement Nienburg    | Departement der Wesermündungen    |
| Tribunal erster Instanz Bremerlehe  | Bremerlehe  | Arrondissement Bremerlehe  | Departement der Wesermündungen    |
| Tribunal erster Instanz Osnabrück   | Osnabrück   | Arrondissement Osnabrück   | Département de l’Ems-Supérieur    |
| Tribunal erster Instanz Lingen      | Lingen      | Arrondissement Lingen      | Département de l’Ems-Supérieur    |
| Tribunal erster Instanz Minden      | Minden      | Arrondissement Minden      | Département de l’Ems-Supérieur    |
| Tribunal erster Instanz Quakenbrück | Quakenbrück | Arrondissement Quakenbrück | Département de l’Ems-Supérieur    |

Darunter bestanden folgende Friedensgerichte auf Ebene der Kantone:
| Friedensgericht                                | Sitz           | Tribunal erster Instanz             |
| ---------------------------------------------- | -------------- | ----------------------------------- |
| Friedensgericht Hamburg I                      | Hamburg        | Tribunal erster Instanz Hamburg     |
| Friedensgericht Hamburg II                     | Hamburg        | Tribunal erster Instanz Hamburg     |
| Friedensgericht Hamburg III                    | Hamburg        | Tribunal erster Instanz Hamburg     |
| Friedensgericht Hamburg IV                     | Hamburg        | Tribunal erster Instanz Hamburg     |
| Friedensgericht Hamburg V                      | Hamburg        | Tribunal erster Instanz Hamburg     |
| Friedensgericht Hamburg VI                     | Hamburg        | Tribunal erster Instanz Hamburg     |
| Friedensgericht Bergedorf                      | Bergedorf      | Tribunal erster Instanz Hamburg     |
| Friedensgericht Hamm                           | Hamm           | Tribunal erster Instanz Hamburg     |
| Friedensgericht Wilhelmsburg                   | Wilhelmsburg   | Tribunal erster Instanz Hamburg     |
| Friedensgericht Lauenburg                      | Lauenburg      | Tribunal erster Instanz Lübeck      |
| Friedensgericht Lübeck I (Lübeck-Stadt)        | Lübeck         | Tribunal erster Instanz Lübeck      |
| Friedensgericht Lübeck II (Lübeck-Land)        | Lübeck         | Tribunal erster Instanz Lübeck      |
| Friedensgericht Travemünde                     | Travemünde     | Tribunal erster Instanz Lübeck      |
| Friedensgericht Moisling Niendorf und Schlutup | Moisling       | Tribunal erster Instanz Lübeck      |
| Friedensgericht Mölln                          | Mölln          | Tribunal erster Instanz Lübeck      |
| Friedensgericht Neuhaus                        | Neuhaus        | Tribunal erster Instanz Lübeck      |
| Friedensgericht Ratzeburg                      | Ratzeburg      | Tribunal erster Instanz Lübeck      |
| Friedensgericht Schwarzenbek                   | Schwarzenbek   | Tribunal erster Instanz Lübeck      |
| Friedensgericht Steinhorst                     | Steinhorst     | Tribunal erster Instanz Lübeck      |
| Friedensgericht Bardowick                      | Bardowick      | Tribunal erster Instanz Lüneburg    |
| Friedensgericht Buxtehude                      | Buxtehude      | Tribunal erster Instanz Lüneburg    |
| Friedensgericht Harburg                        | Harburg        | Tribunal erster Instanz Lüneburg    |
| Friedensgericht Hittfeld                       | Hittfeld       | Tribunal erster Instanz Lüneburg    |
| Friedensgericht Lüneburg                       | Lüneburg       | Tribunal erster Instanz Lüneburg    |
| Friedensgericht Tostedt                        | Tostedt        | Tribunal erster Instanz Lüneburg    |
| Friedensgericht Winsen                         | Winsen         | Tribunal erster Instanz Lüneburg    |
| Friedensgericht Bremervörde                    | Bremervörde    | Tribunal erster Instanz Stade       |
| Friedensgericht Freiburg/Elbe                  | Freiburg/Elbe  | Tribunal erster Instanz Stade       |
| Friedensgericht Himmelpforten                  | Himmelpforten  | Tribunal erster Instanz Stade       |
| Friedensgericht Horneburg                      | Horneburg      | Tribunal erster Instanz Stade       |
| Friedensgericht Jork                           | Jork           | Tribunal erster Instanz Stade       |
| Friedensgericht Neuhaus (Oste)                 | Neuhaus (Oste) | Tribunal erster Instanz Stade       |
| Friedensgericht Otterndorf                     | Otterndorf     | Tribunal erster Instanz Stade       |
| Friedensgericht Ritzebüttel                    | Ritzebüttel    | Tribunal erster Instanz Stade       |
| Friedensgericht Stade                          | Stade          | Tribunal erster Instanz Stade       |
| Friedensgericht Zeven                          | Zeven          | Tribunal erster Instanz Stade       |
| Friedensgericht Achim                          | Achim          | Tribunal erster Instanz Bremen      |
| Friedensgericht Bremen West                    | Bremen         | Tribunal erster Instanz Bremen      |
| Friedensgericht Bremen Ost                     | Bremen         | Tribunal erster Instanz Bremen      |
| Friedensgericht Bremen-Neustadt                | Bremen         | Tribunal erster Instanz Bremen      |
| Friedensgericht Bremen Land                    | Bremen         | Tribunal erster Instanz Bremen      |
| Friedensgericht Lilienthal                     | Lilienthal     | Tribunal erster Instanz Bremen      |
| Friedensgericht Ottersberg                     | Ottersberg     | Tribunal erster Instanz Bremen      |
| Friedensgericht Rotenburg                      | Rotenburg      | Tribunal erster Instanz Bremen      |
| Friedensgericht Syke                           | Syke           | Tribunal erster Instanz Bremen      |
| Friedensgericht Lilienthal                     | Lilienthal     | Tribunal erster Instanz Bremen      |
| Friedensgericht Thedinghausen                  | Thedinghausen  | Tribunal erster Instanz Bremen      |
| Friedensgericht Verden                         | Verden         | Tribunal erster Instanz Bremen      |
| Friedensgericht Berne                          | Berne          | Tribunal erster Instanz Oldenburg   |
| Friedensgericht Burhave                        | Burhave        | Tribunal erster Instanz Oldenburg   |
| Friedensgericht Delmenhorst                    | Delmenhorst    | Tribunal erster Instanz Oldenburg   |
| Friedensgericht Elsfleth                       | Elsfleth       | Tribunal erster Instanz Oldenburg   |
| Friedensgericht Hatten                         | Hatten         | Tribunal erster Instanz Oldenburg   |
| Friedensgericht Oldenburg                      | Oldenburg      | Tribunal erster Instanz Oldenburg   |
| Friedensgericht Ovelgönne                      | Ovelgönne      | Tribunal erster Instanz Oldenburg   |
| Friedensgericht Rastede                        | Rastede        | Tribunal erster Instanz Oldenburg   |
| Friedensgericht Varel                          | Varel          | Tribunal erster Instanz Oldenburg   |
| Friedensgericht Westerstede                    | Westerstede    | Tribunal erster Instanz Oldenburg   |
| Friedensgericht Bassum                         | Bassum         | Tribunal erster Instanz Nienburg    |
| Friedensgericht Altbruchhausen                 | Altbruchhausen | Tribunal erster Instanz Nienburg    |
| Friedensgericht Hoya                           | Hoya           | Tribunal erster Instanz Nienburg    |
| Friedensgericht Liebenau                       | Liebenau       | Tribunal erster Instanz Nienburg    |
| Friedensgericht Rethem                         | Rethem         | Tribunal erster Instanz Nienburg    |
| Friedensgericht Stolzenau                      | Stolzenau      | Tribunal erster Instanz Nienburg    |
| Friedensgericht Sulingen                       | Sulingen       | Tribunal erster Instanz Nienburg    |
| Friedensgericht Walsrode                       | Walsrode       | Tribunal erster Instanz Nienburg    |
| Friedensgericht Beverstedt                     | Beverstedt     | Tribunal erster Instanz Bremerlehe  |
| Friedensgericht Bremerlehe                     | Bremerlehe     | Tribunal erster Instanz Bremerlehe  |
| Friedensgericht Dorum                          | Dorum          | Tribunal erster Instanz Bremerlehe  |
| Friedensgericht Hagen                          | Hagen          | Tribunal erster Instanz Bremerlehe  |
| Friedensgericht Osterholz                      | Osterholz      | Tribunal erster Instanz Bremerlehe  |
| Friedensgericht Vegesack                       | Vegesack       | Tribunal erster Instanz Bremerlehe  |
| Friedensgericht Bramsche                       | Bramsche       | Tribunal erster Instanz Osnabrück   |
| Friedensgericht Dissen                         | Dissen         | Tribunal erster Instanz Osnabrück   |
| Friedensgericht Essen                          | Essen          | Tribunal erster Instanz Osnabrück   |
| Friedensgericht Iburg                          | Iburg          | Tribunal erster Instanz Osnabrück   |
| Friedensgericht Lengerich                      | Lengerich      | Tribunal erster Instanz Osnabrück   |
| Friedensgericht Melle                          | Melle          | Tribunal erster Instanz Osnabrück   |
| Friedensgericht Osnabrück-Stadt                | Osnabrück      | Tribunal erster Instanz Osnabrück   |
| Friedensgericht Osnabrück-Land                 | Osnabrück      | Tribunal erster Instanz Osnabrück   |
| Friedensgericht Ostbevern                      | Ostbevern      | Tribunal erster Instanz Osnabrück   |
| Friedensgericht Ostercappeln                   | Ostercappeln   | Tribunal erster Instanz Osnabrück   |
| Friedensgericht Tecklenburg                    | Tecklenburg    | Tribunal erster Instanz Osnabrück   |
| Friedensgericht Versmold                       | Versmold       | Tribunal erster Instanz Osnabrück   |
| Friedensgericht Bevergern                      | Bevergern      | Tribunal erster Instanz Lingen      |
| Friedensgericht Freren                         | Freren         | Tribunal erster Instanz Lingen      |
| Friedensgericht Fürstenau                      | Fürstenau      | Tribunal erster Instanz Lingen      |
| Friedensgericht Haselünne                      | Haselünne      | Tribunal erster Instanz Lingen      |
| Friedensgericht Ibbenbüren                     | Ibbenbüren     | Tribunal erster Instanz Lingen      |
| Friedensgericht Lingen                         | Lingen         | Tribunal erster Instanz Lingen      |
| Friedensgericht Meppen                         | Meppen         | Tribunal erster Instanz Lingen      |
| Friedensgericht Papenburg                      | Papenburg      | Tribunal erster Instanz Lingen      |
| Friedensgericht Sögel                          | Sögel          | Tribunal erster Instanz Lingen      |
| Friedensgericht Bünde                          | Bünde          | Tribunal erster Instanz Minden      |
| Friedensgericht Enger                          | Enger          | Tribunal erster Instanz Minden      |
| Friedensgericht Levern                         | Levern         | Tribunal erster Instanz Minden      |
| Friedensgericht Lübbecke                       | Lübbecke       | Tribunal erster Instanz Minden      |
| Friedensgericht Minden                         | Minden         | Tribunal erster Instanz Minden      |
| Friedensgericht Petershagen                    | Petershagen    | Tribunal erster Instanz Minden      |
| Friedensgericht Quernheim                      | Quernheim      | Tribunal erster Instanz Minden      |
| Friedensgericht Rahden                         | Rahden         | Tribunal erster Instanz Minden      |
| Friedensgericht Uchte                          | Uchte          | Tribunal erster Instanz Minden      |
| Friedensgericht Werther                        | Werther        | Tribunal erster Instanz Minden      |
| Friedensgericht Ankum                          | Ankum          | Tribunal erster Instanz Quakenbrück |
| Friedensgericht Cloppenburg                    | Cloppenburg    | Tribunal erster Instanz Quakenbrück |
| Friedensgericht Diepholz                       | Diepholz       | Tribunal erster Instanz Quakenbrück |
| Friedensgericht Dinklage                       | Dinklage       | Tribunal erster Instanz Quakenbrück |
| Friedensgericht Friesoythe                     | Friesoythe     | Tribunal erster Instanz Quakenbrück |
| Friedensgericht Löningen                       | Löningen       | Tribunal erster Instanz Quakenbrück |
| Friedensgericht Quakenbrück                    | Quakenbrück    | Tribunal erster Instanz Quakenbrück |
| Friedensgericht Vechta                         | Vechta         | Tribunal erster Instanz Quakenbrück |
| Friedensgericht Vörden                         | Vörden         | Tribunal erster Instanz Quakenbrück |
| Friedensgericht Wildeshausen                   | Wildeshausen   | Tribunal erster Instanz Quakenbrück |

An Handelsgerichten wurden eingerichtet:
- Kommerztribunal Hamburg
- Kommerztribunal Bremen
- Kommerztribunal Lübeck
- Kommerztribunal Osnabrück
- Kommerztribunal Travemünde